# Mont Halcon
El Mont Halcon (en tagal: Bundok Halcon) és una muntanya situada a l'illa de Mindoro, a les Filipines. La seva alçada és de 2.586 metres (8.482 peus) cosa que el converteix en el divuitè pic més alt de les Filipines. Els vessants li han guanyat el títol de ser la muntanya més difícil d'escalar del país.
El Mont Halcon és la llar dels indígenes Mangyans Alangan. Posseeix una espessa vegetació i és també la llar d'una flora i fauna exòtica, amb algunes espècies que són endèmiques de la zona.